# Barinyay István
Monostori Barinyay István (Pozsony, 18. század első fele – Pozsony, 1778. június 18.) apát-plébános.

## Élete
Pozsonyi származású, a költészeti osztályt Nagyszombatban járta 1749-ben, mint a Szelepcsényi seminarium convictora; bölcseleti tanulmányait Bécsben végezte 1753-ban, midőn baccalaureatust nyert és a következő munkát nyomatta:
Palatini regni Hungariae bello paceque clarissimi. Tyrnaviae, 1753. (Jongelinus Gáspár és Szentiványi Márton munkái után írta és bővítve adta ki.)